# Буропідривні роботи

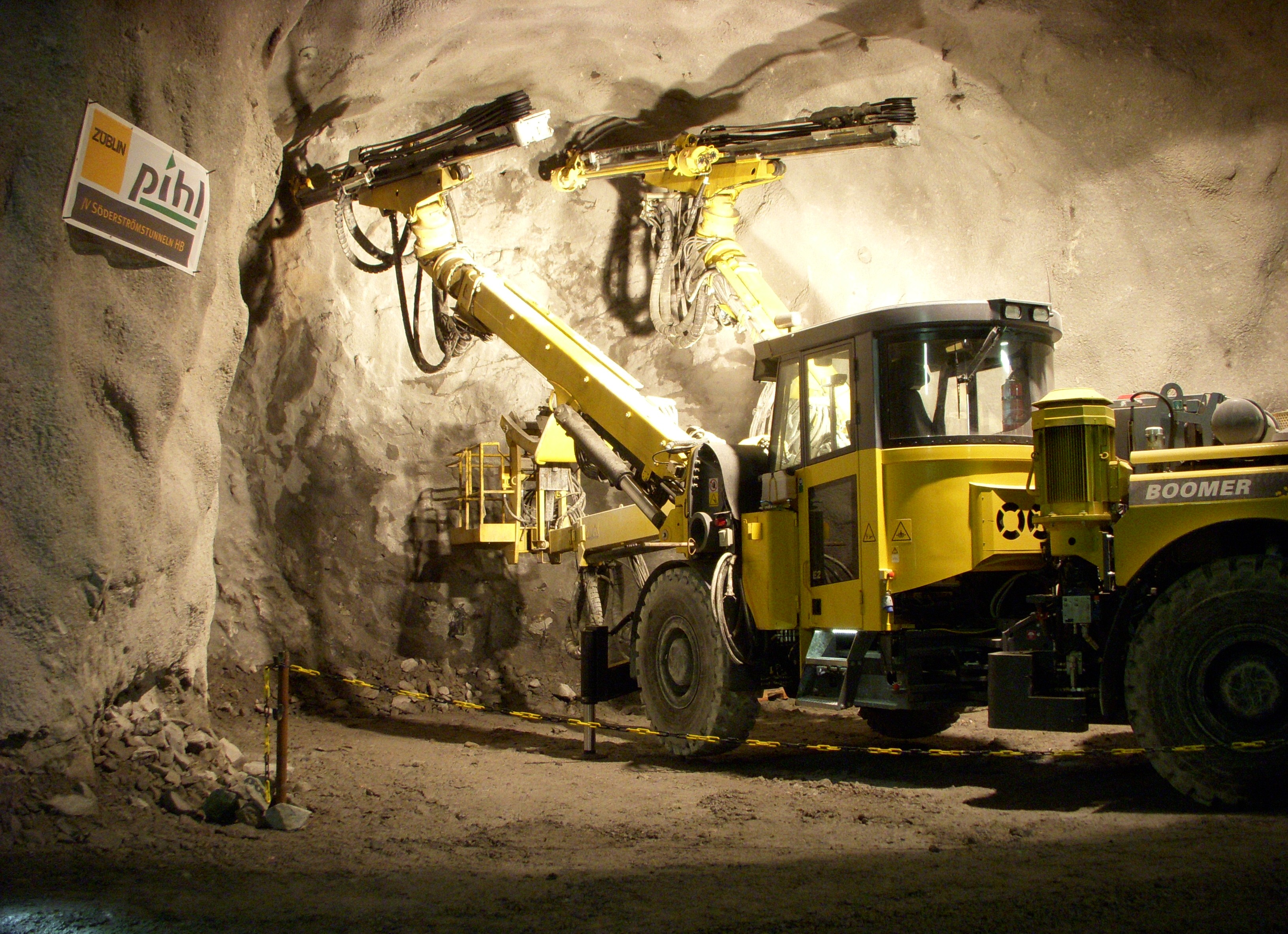
Буріння шпурів для вибухівки. ХХ ст. Седерледстунельн

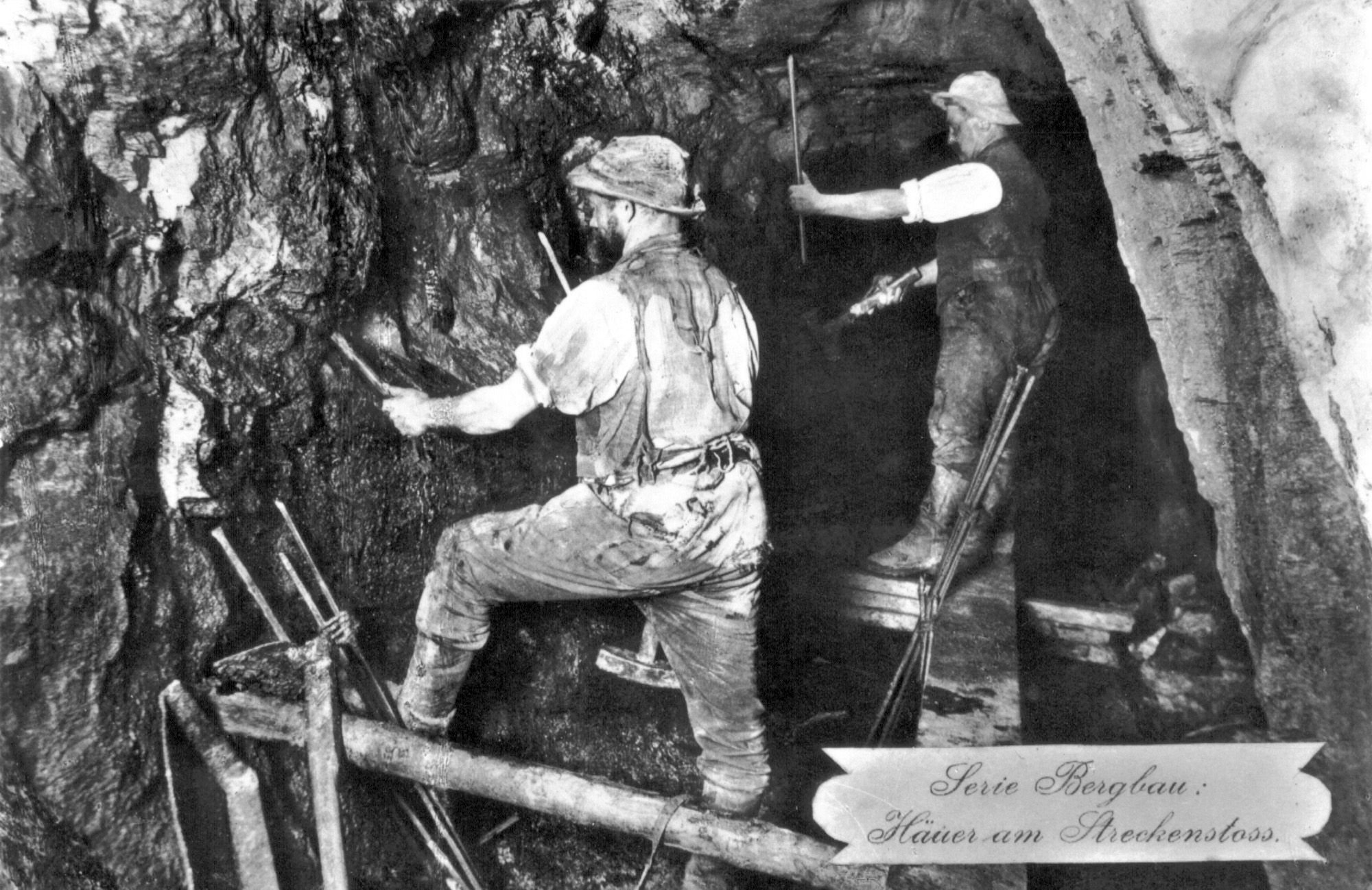
Буріння шпурів для вибухівки. 1900 р. Фрайберг.

Буровибухо́ві (буропідривні́) робо́ти — роботи, пов'язані із підготовкою і здійсненням руйнування гірських порід вибухом.

## Загальний опис
Буровибухові роботи використовуються для відбійки готових до виймання запасів корисної копалини як складова частина очисних робіт, а також для проведення виробок у міцних породах.
До складу робіт входять такі основні процеси:
- буріння шпурів або свердловин;
- заряджання;
- підривання;
- усунення відмов (перевірка і усунення наявності не вибухнувших зарядів).

Виконання вибухових робіт доручається спеціально підготовленим робітникам (майстри-підривники і гірничоробочі, які мають «Єдину книжку підривника»).
Норми, правила, способи і методи безпечного ведення підривних робіт на об'єктах гірничої промисловості регламентуються «Правилами поводження з вибуховими матеріалами промислового призначення».

## Інтернет-ресурси
- «Air Curtain Fences Blast» [Архівовано 7 січня 2014 у Wayback Machine.] Popular Mechanics, August 1954, pp. 96–97, the delicate controlled blast in 1954 to connect the two reservoirs at a Canadian Niagara Falls power station.
- Beschreibung der Freiberger Schießtafel [Архівовано 23 вересня 2020 у Wayback Machine.]
- Der Pulverturm von Arzberg und das Sprengen mit Schwarzpulver [Архівовано 19 квітня 2022 у Wayback Machine.] (PDF, 840 kB) (abgerufen am 12. März 2020)
- Der Anfang der bergmännischen Sprengtechnik 1627 in Schemnitz, Ungarn? oder Slowakei? [Архівовано 22 вересня 2020 у Wayback Machine.] (abgerufen am 12. März 2020)